# Somorácz Tamás
Somorácz Tamás (Szekszárd, 1992. április 11. –) Európa-bajnok kajakozó.

## Sportpályafutása
A 2010-es ifjúsági Európa-bajnokságon  kettes 200 méteren hatodik lett. A 2013-as U23-as Európa-bajnokságon kettes 200 méteren negyedik helyen végzett. A 2015-ös gyorsasági kajak-kenu világbajnokságon kettes 500 méteren (Hérics Dávid) bronzérmes volt. A 2016-os gyorsasági kajak-kenu Európa-bajnokságon négyes 500 méteren (Tótka Sándor, Molnár Péter, Nádas Bence) aranyérmet szerzett.